# Nguyễn Thị Thu Nguyệt
Nguyễn Thị Thu Nguyệt (sinh ngày 25 tháng 9 năm 1972) là nữ Đại biểu Quốc hội nước Cộng hòa xã hội chủ nghĩa Việt Nam. Bà hiện là Tỉnh ủy viên, Bí thư Thị ủy Buôn Hồ, Đắk Lắk, Ủy viên Ủy ban Pháp luật của Quốc hội, Đại biểu Quốc hội khóa XV từ Đắk Lắk. Bà từng là Ủy viên Ban Chấp hành Trung ương Hội Liên hiệp Phụ nữ Việt Nam, Bí thư Đảng đoàn, Chủ tịch Hội Liên hiệp Phụ nữ tỉnh Đắk Lắk.
Nguyễn Thị Thu Nguyệt là đảng viên Đảng Cộng sản Việt Nam, học vị Thạc sĩ Luật, Cao cấp lý luận chính trị. Bà có sự nghiệp xuất phát điểm từ hoạt động thanh niên, đều công tác ở Đắk Lắk.

## Xuất thân và giáo dục
Nguyễn Thị Thu Nguyệt sinh ngày 25 tháng 9 năm 1972, quê quán tại xã Ân Thạnh, huyện Hoài Ân, tỉnh Bình Định. Bà lớn lên và tốt nghiệp phổ thông 12/12, học Trung cấp lý luận Marx–Lenin và nghiệp vụ thanh vận tại Thành phố Hồ Chí Minh từ tháng 9 năm 1989 đến tháng 7 năm 1990, theo học đại học và tốt nghiệp Cử nhân Luật, sau đó học tiếp tục học cao học và nhận bằng Thạc sĩ Luật. Bà được kết nạp Đảng Cộng sản Việt Nam vào ngày 4 tháng 8 năm 1998, trở thành đảng viên chính thức sau đó 1 năm, từng theo học các khóa chính trị ở Học viện Chính trị Quốc gia Hồ Chí Minh và tốt nghiệp Cao cấp lý luận chính trị. Hiện bà thường trú ở phường Tân Lợi, thành phố Buôn Ma Thuột, tỉnh Đắk Lắk.

## Sự nghiệp
Tháng 7 năm 1989, sau khi tốt nghiệp phổ thông, Nguyễn Thị Thu Nguyệt bắt đầu làm việc trong hệ thống Đoàn Thanh niên Cộng sản Hồ Chí Minh thành phố Buôn Ma Thuột, là cán bộ cơ quan Thành đoàn. Bà đi học 1 năm ở Thành phố Hồ Chí Minh, trở lại năm 1990 và nhậm chức Phó Chủ tịch Hội Đồng Đội thành phố Buôn Ma Thuột, rồi Ủy viên Ban Chấp hành Thành đoàn Buôn Ma Thuột từ năm 1991. Năm 1995, bà được bầu làm Ủy viên Ban Thường vụ Thành đoàn, giữ vị trí Phó Chủ nhiệm Ủy ban kiểm tra, Phó Chủ tịch Hội Liên hiệp Thanh niên thành phố Buôn Ma Thuột, rồi thăng chức Chủ nhiệm Ủy ban kiểm tra, và là Phó Bí thư Thành Đoàn, Chủ tịch Hội đồng Đội thành phố từ tháng 5 năm 1997. Trong giai đoạn này, bà trúng cử Đại biểu Hội đồng nhân dân thành phố Buôn Ma Thuột khóa IX. Tháng 12 năm 2001, bà được bầu làm Ủy viên Ban Thường vụ Tỉnh Đoàn, giữ chức Bí thư Thành Đoàn Buôn Ma Thuột, cho đến tháng 5 năm 2004 thì được điều lên nhậm chức Phó Bí thư thường trực Tỉnh đoàn, Bí thư Đảng bộ cơ sở Tỉnh đoàn.
Tháng 7 năm 2011, sau hơn 20 năm công tác thanh niên, Nguyễn Thị Thu Nguyệt được miễn nhiệm, chuyển sang công tác ở Hội đồng nhân dân tỉnh với vị trí Phó Trưởng Ban Pháp chế chuyên trách, nhiệm kỳ 2011–2016. Sau gần 1 nhiệm kỳ thì vào tháng 10 năm 2015, tại Đại hội Đảng bộ tỉnh Đắk Lắk lần thứ XVI, nhiệm kỳ 2015–2020, bà được bầu vào Ban Chấp hành Đảng bộ tỉnh, nhậm chức Chủ tịch Hội Liên Hiệp Phụ nữ tỉnh Đắk Lắk, đồng thời là Bí thư Đảng đoàn, Bí thư Chi bộ cơ quan Hội Liên Hiệp Phụ nữ tỉnh, Ủy viên Ban Chấp hành Trung ương Hội Liên hiệp Phụ nữ Việt Nam. Bà cũng là Đại biểu Hội đồng nhân dân tỉnh, Ủy viên Ban Pháp chế khóa IX, tái đắc cử Tỉnh ủy viên tại Đại hội Đảng bộ tỉnh Đắk Lắk lần thứ XVII, nhiệm kỳ 2020–2025. Năm 2021, với sự giới thiệu của Ủy ban Mặt trận Tổ quốc tỉnh, bà tham gia ứng cử đại biểu Quốc hội từ Đắk Lắk, bầu cử ở đơn vị bầu cử số 3 gồm thị xã Buôn Hồ, huyện Ea H'leo, Krông Búk, Krông Năng, Ea Kar, rồi trúng cử Đại biểu Quốc hội khóa XV với tỷ lệ 83,95%. Trong nhiệm kỳ này, bà là Ủy viên Ủy ban Tư pháp của Quốc hội. Ngày 2 tháng 8 năm 2021, bà được điều chuyển về thị xã Buôn Hồ, nhậm chức Bí thư Thị ủy.